# Cinema Dacia-Marconi
Cinema Dacia-Marconi a fost un cinematograf emblematic din București, activ încă din perioada interbelică.  Autorizat în 1926 de arhitectul Constantin Cananau și inaugurat în 1930 în stil Art Deco, este situat pe Calea Griviței și a funcționat inițial sub numele Marconi. A cunoscut o perioadă de apogeu până la naționalizarea din 1948, devenind un important centru cultural al orașului.
În 1951, numele a fost schimbat în Cinema Alexandr Popov, iar din 24 septembrie 1963, în conformitate cu noile linii ale național-comunismului, a devenit Cinema Dacia.
După anul 2000, similar altor cinematografe din capitală, și-a închis activitatea și a fost abandonat. În 2006, clădirea a fost retrocedată proprietarilor de drept, dar nu s-au efectuat lucrări de restaurare. În prezent, se află în ruine și este inclusă pe lista monumentelor istorice din București.